# Krebssuppe
Krebssuppe war früher eine beliebte Vorspeise der deutschen und der französischen Küche, vor allem auch in der Fastenzeit. Für das Grundrezept werden pro Person etwa ein Dutzend lebende Flusskrebse unter fließendem Wasser gesäubert und in einen Topf mit kochendem Salzwasser gegeben, worin sie etwa 15 Minuten kochen. Anschließend werden sie entdarmt. Bei der französischen Variante Écrevisses à la nage werden die Krebse im Sud schwimmend serviert, zu dem Wein, gehackte Möhren, Zwiebeln, Lorbeer und Thymian gegeben werden. Dazu wird Brot gereicht. In der deutschen Küche besteht der Sud aus Wasser, Kümmel und Dill.
In älteren Rezepten werden die Krebse nach dem Kochen in einem Mörser mit Butter zu 
Krebsbutter zerstoßen, die in einer Pfanne angeröstet und dann mit Brühe aufgefüllt und gekocht wird. Anschließend wird die Butter abgeschöpft und aufbewahrt, in die Brühe kommen eine Mehlschwitze sowie Eigelb und Sahne. Diese Suppe hat eine kräftige rote Farbe. Bei Krünitz werden der Suppe statt Ei und Sahne Zitronensaft und Muskat zugesetzt.
In der alten Medizin der Humoralpathologie galt Krebssuppe als gutes Stärkungsmittel für Kranke und schwache Personen. Schwindsüchtige sollten alle zwei Stunden eine Tasse Krebsbrühe mit Kräutern trinken. Der Suppe sagte man auch eine schweiß- und harntreibende Wirkung nach, in ungünstigen Fällen könne sie zu Schweißausbrüchen und Hitzewallungen führen.